# Rhizophagus (insecte)
Pour l’article homonyme, voir Rhizophagus (champignon).
Genre
Rhizophagus est un genre de Coléoptères de la famille des Monotomidae et de la super-famille des Cucujoidea. Son espèce type est Rhizophagus bipustulatus
Rhizophagus grandis est une espèce régulièrement citée en sylviculture dans la lutte biologique contre le Scolyte de l'Épicéa Dendroctonus micans dont il est un prédateur exclusif. Rhizophagus dispar se rencontre également souvent en association avec D. micans et d'autres espèces de Scolytes mais il est essentiellement saprophage et mycétophage.

## Galerie

Quelques espèces de Rhizophagus
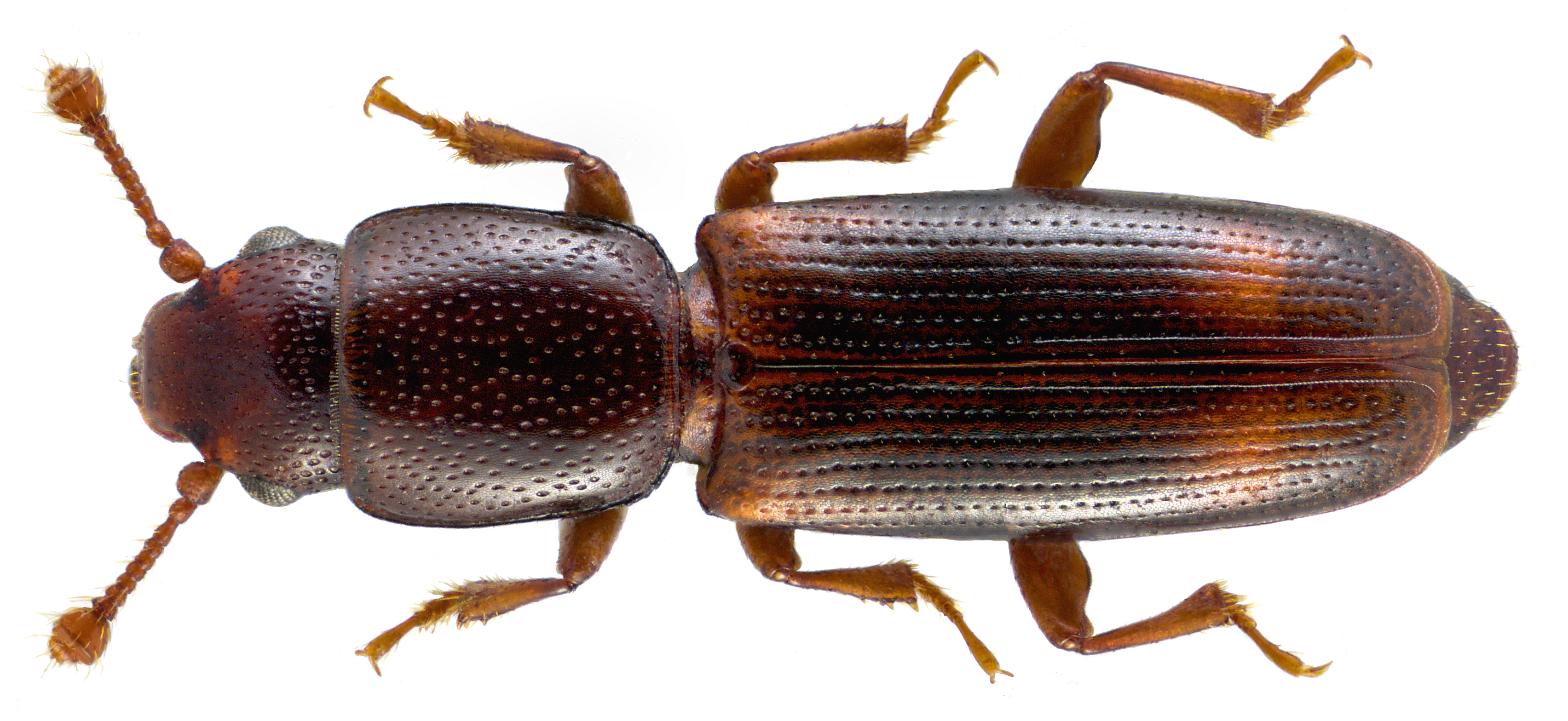
Rhizophagus bipustulatus
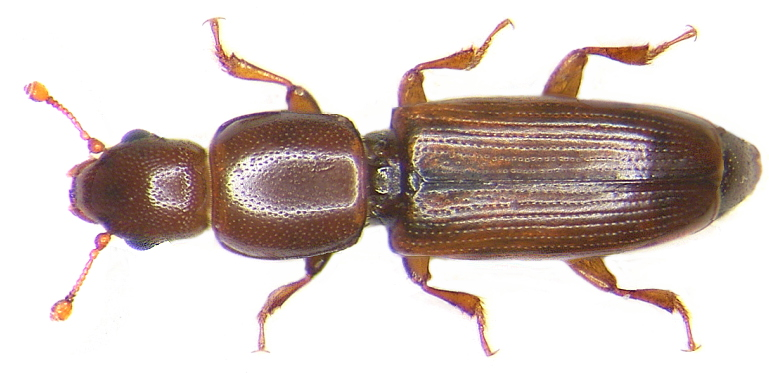
Rhizophagus depressus
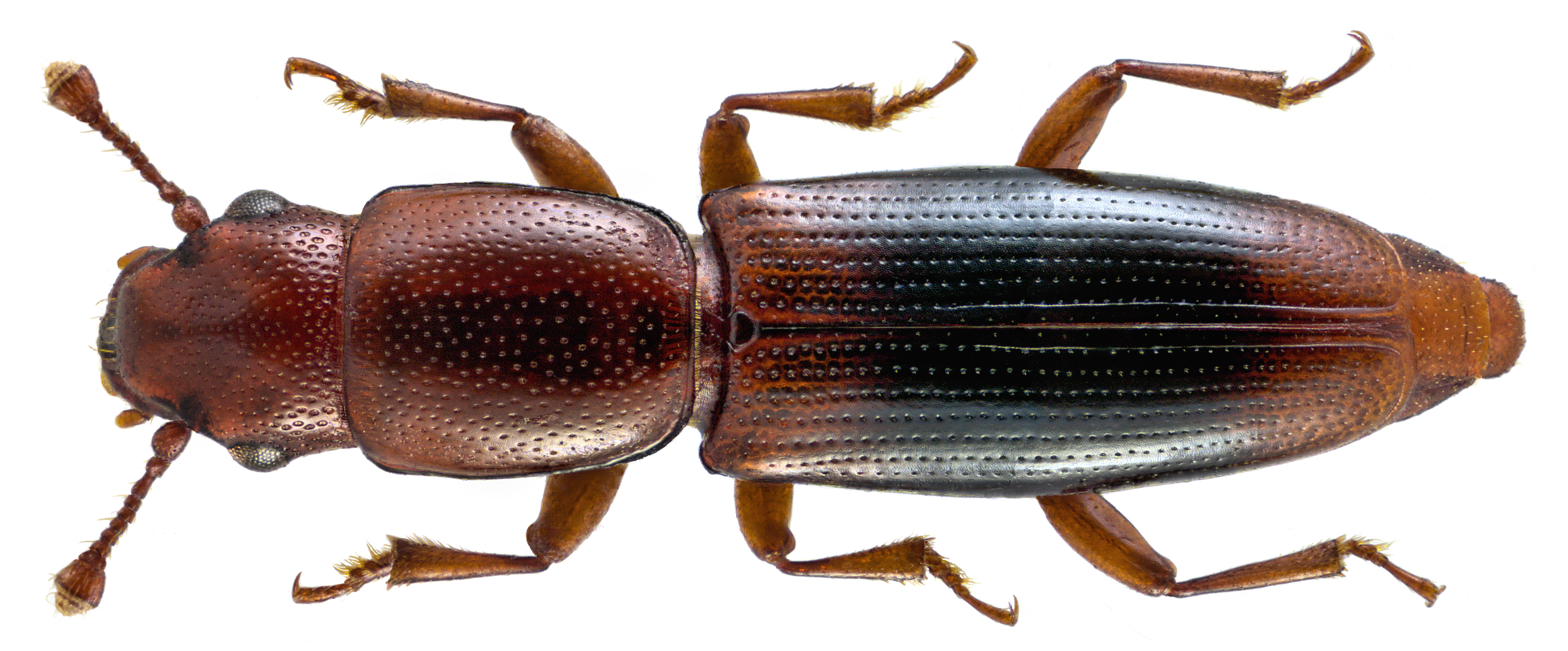
Rhizophagus dispar
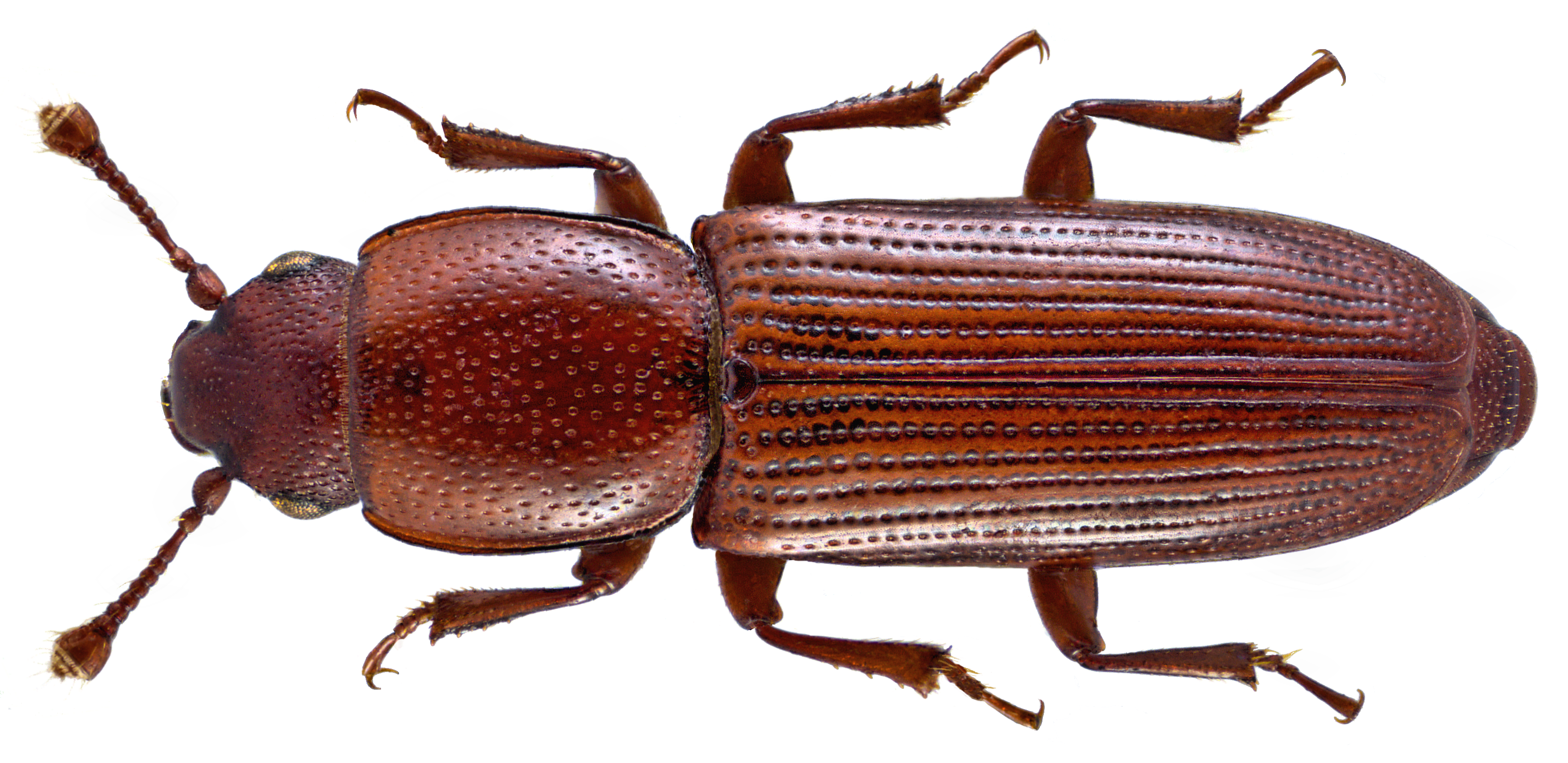
Rhizophagus ferrugineus
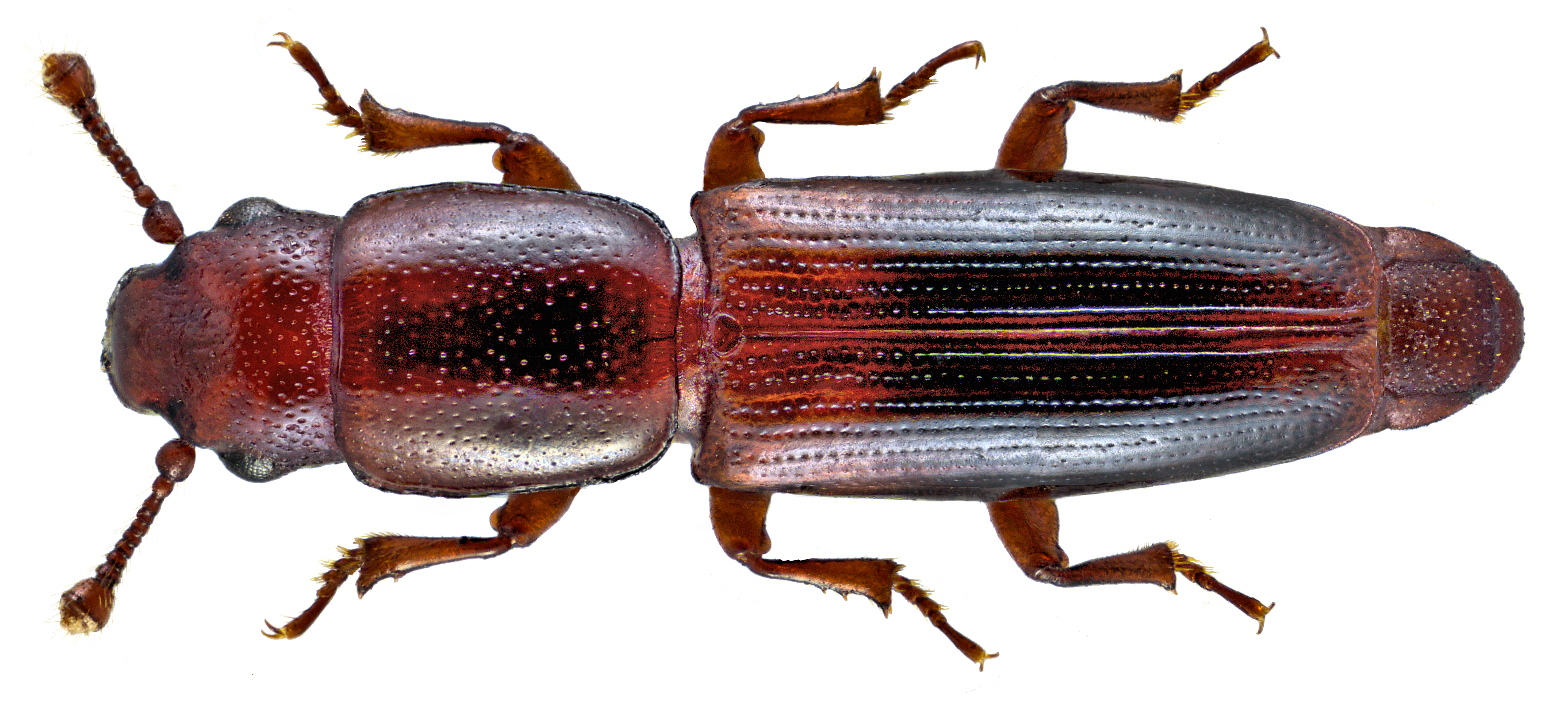
Rhizophagus nitidulus
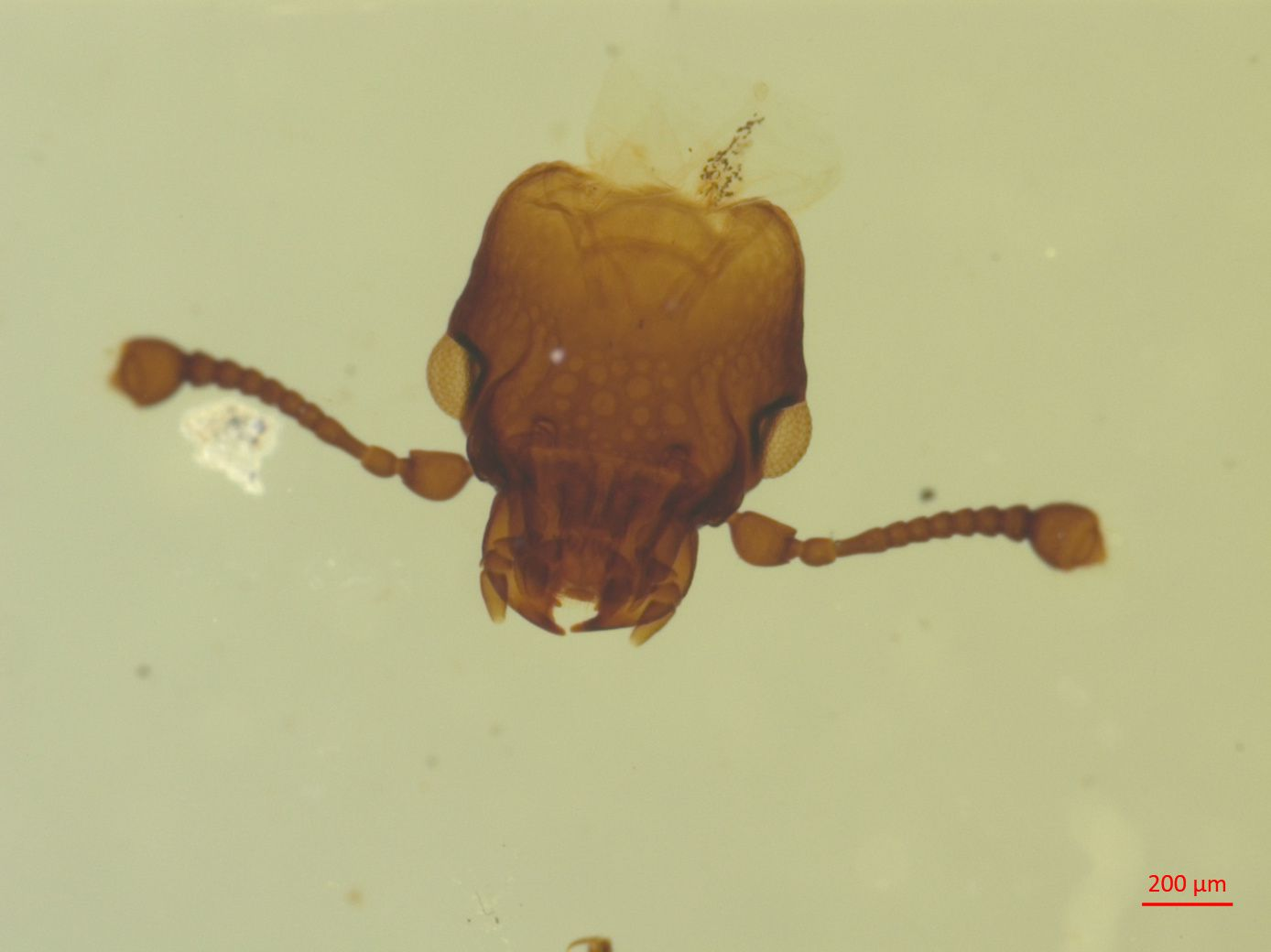
Rhizophagus grandis (tête)
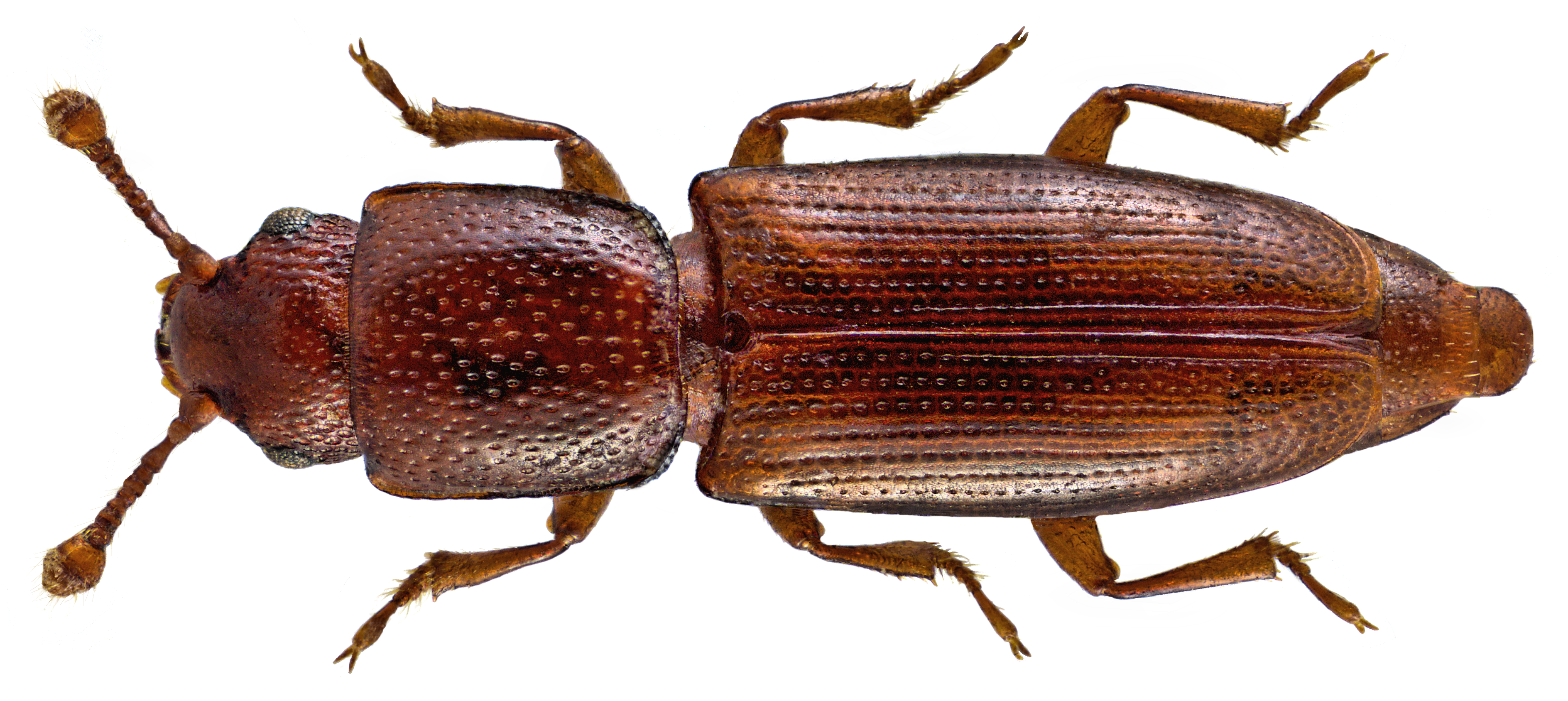
Rhizophagus parallelocollis
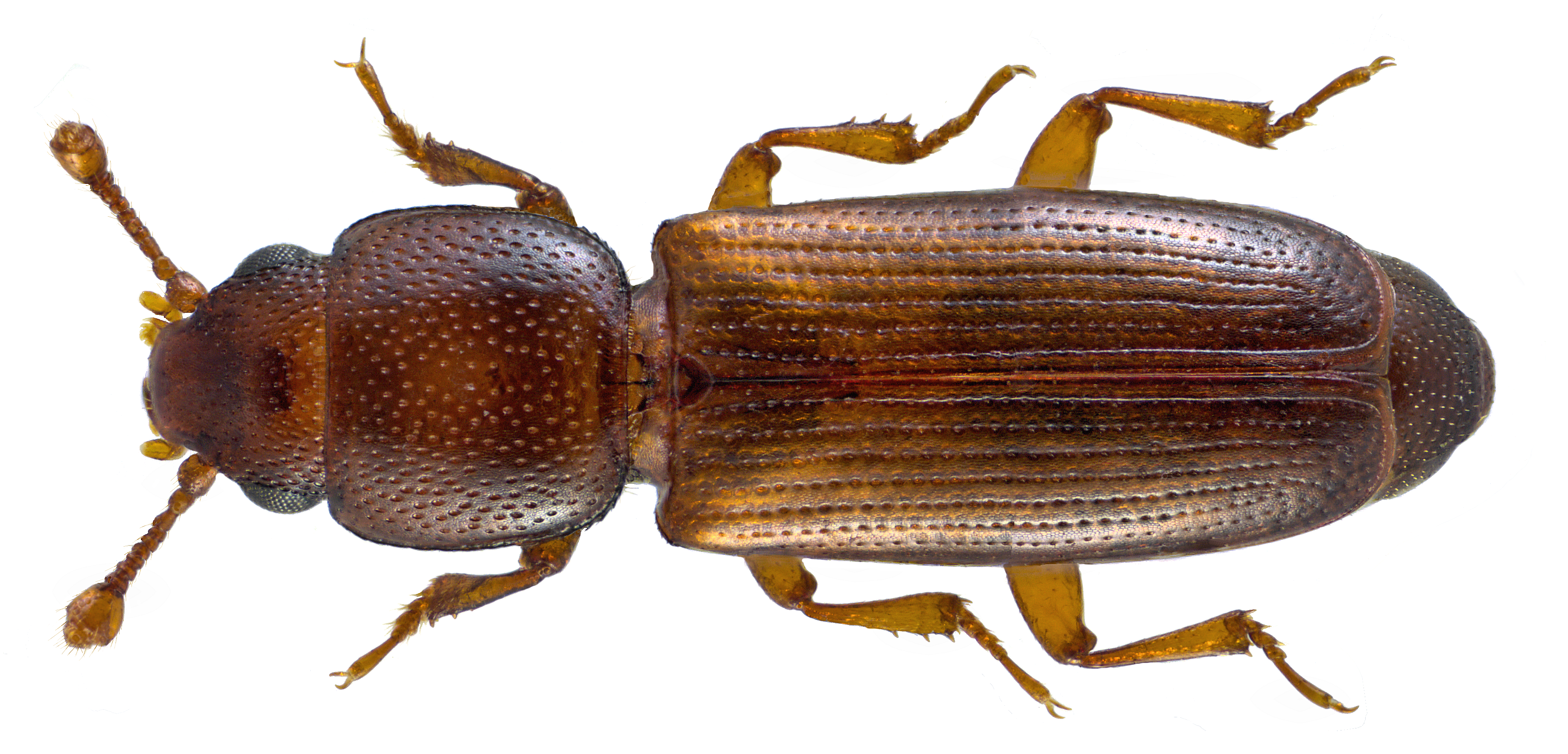
Rhizophagus parvulus
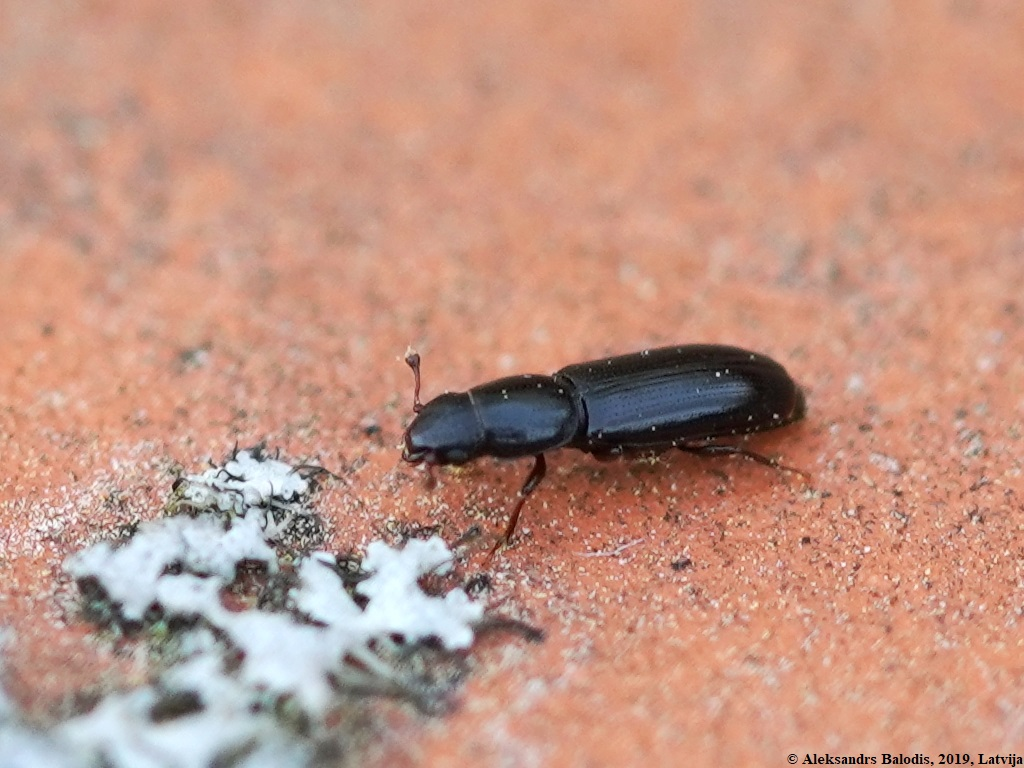
Xyleborus saxeseni et Rhizophagus perforatus
- Rhizophagus picipes